# Лозина (гміна)
Ґміна Лозіна (пол. Gmina Łozina) — колишня (1934—1939 рр.) сільська ґміна Грудецького повіту Львівського воєводства Польської республіки (1918—1939) рр. Центром ґміни було село Лозіна.

Dąbrowica, Jaśniska, Łozina i Stawki
1 серпня 1934 р. було створено ґміну Лозіна у Грудецькому повіті. До неї увійшли сільські громади: Домбровіца, Ясьніска, Лозіна і Ставкі.

У 1939 році територія була зайнята СРСР і ґміна ввійшла до складу Львівської області.